# 世界足球 实况胜利十一人4
《世界足球 实况胜利十一人4》是一款由科乐美公司制作和发行的足球类游戏。本游戏于1999年5月11日在欧洲地区PlayStation发行，于2000年6月6日在北美地区发行。
与前作相比，本游戏的足球队伍数进行了增加。本作另一个新的特征是增加了大师杯联盟模式。
电脑与游戏杂志给予本游戏的评分为5/5满分。称此游戏为见过最好的足球游戏。